# Monti Ausoni
Die Monti Ausoni sind ein Mittelgebirge in der italienischen Region Latium. Es liegt etwa 100 km südöstlich von Rom, zwischen dem Tal des Sacco und der Pontinischen Ebene. Im Nordwesten schließen die Monti Lepini und im Südosten die Monti Aurunci an. Der Höhenzug ist ein verkarstetes Kalkgebirge.
Die Ausonischen Berge haben eine Ausdehnung von etwa 30 km in west-östlicher Richtung und 20 km in nord-südlicher Richtung.